# Jean-Pierre de Crousaz
Jean-Pierre de Crousaz est un philosophe et mathématicien suisse né le 13 avril 1663 à Lausanne où il est mort le 22 mars 1750.

## Biographie
Issu d'une famille protestante, fils d'Abraham de Crousaz, il est d'abord pasteur puis professeur de philosophie à Lausanne.  
Il effectue des voyages à Genève, aux Pays-Bas et en France, notamment à Paris, où il rencontre Nicolas Malebranche et Michel Le Vassor. Revenu dans son pays natal en 1691, il occupe la chaire de langue hébraïque de l'université de Berne puis est nommé professeur de philosophie grecque en 1699. 
En 1722, il est élu recteur de l'Académie de Lausanne puis, à partir de 1724, il enseigne la philosophie et les mathématiques à Groningue.
En 1726, il est nommé précepteur du prince Frédéric II de Hesse-Cassel, neveu du roi de Suède. Il occupe ce poste jusqu'en 1732, année où il est nommé directeur de ses ambassades. 
En 1726, il est élu membre associé étranger de l'Académie des sciences et, en 1735, membre de l'Académie royale des sciences de Bordeaux.  
En 1737, il est titulaire d'une chaire de philosophie à la faculté de Lausanne, où il est mort en mai 1750. 
Partisan de René Descartes, il s'oppose à Pierre Bayle, Gottfried Wilhelm Leibniz et Christian Wolff.

## Principales publications
- Traité du beau, où l'on montre en quoi consiste ce que l'on nomme ainsi, par des exemples tirés de la plupart des arts et des sciences, 2 vol., 1715-1724
- Réflexions sur l'utilité des mathématiques et sur la manière de les étudier, avec un nouvel essai d'arithmétique démontrée, 1715
- Nouvelles Maximes sur l'éducation des enfants, 1718
- La Géométrie des lignes et des surfaces rectilignes et circulaires, 2 vol., 1718
- Examen du "Traité de la liberté de penser" écrit à M. D. Lig.***, 1718
- La Logique, ou Système de réflexions qui peuvent contribuer à la netteté et à l'étendue de nos connaissances, 3 vol., 1720-1725
- Recueil des dissertations qui ont remporté le prix à l'Académie royale des belles-lettres, sciences et arts de Bordeaux, 1721
- Traité de l'éducation des enfants, 2 vol., 1722
- Cinq Sermons sur la vérité de la religion chrétienne, avec un sixième prononcé à l'occasion de la peste qui règne en Provence, 1722
- Logicae systema juxta principia ab ipso in gallico opere posita, nunc latine conscriptum, emendatum et novis observationibus ornatum, atque etiam, ubi conducibile visum est, ad usum scholae paulo planius accommodatum, 2 vol., 1724
- Logicae compendium in usum Academicae juventutis adornatum, 1725
- De Physicae utilitate dissertatio philosophica, 1725
- Essai sur le mouvement, 1726
- Traité de l'algèbre, 1726
- De Mente humana substantia a corpore distincta et immortali, dissertatio philosophico-theologica, 1726
- Examen du pyrrhonisme ancien et moderne, 1733
- Système de logique abrégé par son auteur, avec une préface sur l'usage et l'abus des abrégés, 1735
- Examen de l'Essai de M. Pope sur l'homme, 1737
- Divers Ouvrages de Monsieur de Crousaz, 2 vol., 1737